# Simonsaari (ö i Päijänne-Tavastland)
Simonsaari är en ö i Finland. Den ligger i sjön Jääsjärvi och i kommunen Gustav Adolfs i den ekonomiska regionen  Lahtis ekonomiska region  och landskapet Päijänne-Tavastland, i den södra delen av landet, 170 km norr om huvudstaden Helsingfors. Öns area är 4,3 hektar och dess största längd är 470 meter i nord-sydlig riktning.